# Mostafa El-Sayed
Mostafa Amr El-Sayed (em árabe: مصطفى السيد; Zifta, 8 de maio de 1933) é um físico-químico egipto-estadunidense.
Pesquisador de destaque em nanociência, é membro da Academia Nacional de Ciências dos Estados Unidos, laureado com a Medalha Nacional de Ciências. É conhecido pela "regra de El-Sayed", usada em espectroscopia.